# Kiilajärvi
Kiilajärvi är en sjö i Pajala kommun i Norrbotten och ingår i Kalixälvens huvudavrinningsområde. Sjön har en area på 0,0495 kvadratkilometer och ligger 169 meter över havet.

## Delavrinningsområde
Kiilajärvi ingår i det delavrinningsområde (745418-180417) som SMHI kallar för Ovan Kaartojoki. Medelhöjden är 169 meter över havet och ytan är 47,64 kvadratkilometer. Räknas de 5 avrinningsområdena uppströms in blir den ackumulerade arean 195,77 kvadratkilometer. Äihämäjoki som avvattnar avrinningsområdet har biflödesordning 2, vilket innebär att vattnet flödar genom totalt 2 vattendrag innan det når havet efter 151 kilometer. Avrinningsområdet består mestadels av skog (62 procent) och sankmarker (30 procent). Avrinningsområdet har 0,12 kvadratkilometer vattenytor vilket ger det en sjöprocent på 0,3 procent.